# Multiverso
Multiverso es un término usado para definir al conjunto de universos, según las hipótesis que afirman que existen universos diferentes del nuestro. La estructura del multiverso, la naturaleza de cada universo dentro de él, así como la relación entre los diversos universos constituyentes, dependen de la hipótesis de multiverso considerada. Según cualquiera de esas hipótesis, el multiverso comprende todo lo que existe físicamente: la totalidad del espacio y del tiempo, todas las formas de materia, energía y cantidad de movimiento, y las leyes físicas y constantes que las gobiernan.
La teoría del multiverso, nacida en la física teórica, influye en los metaversos actuales: espacios virtuales donde las personas desarrollan actividades recreativas y laborales. Estos nuevos espacios virtuales o metaversos estarían limitados solo por la creatividad y la tecnología. 
El término "multiverso" fue acuñado en 1895 por el psicólogo William James. El concepto de multiverso se ha usado en cosmología, física y filosofía. Los diferentes universos dentro del multiverso son a veces llamados universos paralelos En otros contextos, también son llamados «universos alternativos», «universos cuánticos», «dimensiones interpenetrantes», «mundos paralelos», «realidades alternativas» o «líneas de tiempo alternativas».
En 2013, los científicos Laura Mersini-Houghton y Richard Holman afirmaron haber descubierto, a través del telescopio Planck, posible evidencia de que haya otros universos por fuera del nuestro. Esta teoría ha creado controversia en la comunidad científica. Por ejemplo, un artículo firmado por 175 científicos afirma que no se ha detectado "bulk flow", una de las bases de la teoría de Mersini-Houghton y Holman.

## Hipótesis del multiverso en física

### Clasificación de Tegmark
El cosmólogo Max Tegmark ha proporcionado una taxonomía para los universos existentes más allá del universo observable. De acuerdo a la clasificación de Tegmark, los niveles definidos pueden ser entendidos como que abarcan y se expanden sobre niveles previos.

#### Multiverso de Nivel I
Una predicción genérica de la inflación cósmica es un universo ergódico infinito, el cual, por su infinitud, debe contener volúmenes de Hubble que contemplen todas las condiciones iniciales.
Un universo infinito debería englobar un número infinito de volúmenes de Hubble, todos ellos con leyes y constantes físicas iguales a las nuestras. 
Sin embargo, casi todos ellos serán diferentes de nuestro volumen de Hubble en cuanto a configuraciones tales como la distribución de la materia en el volumen. 
Según las teorías actuales, algunos procesos ocurridos tras el Big Bang repartieron la materia con cierto grado de aleatoriedad, dando lugar a todas las distintas configuraciones cuya probabilidad es distinta de cero. Nuestro universo, con una distribución casi uniforme de materia y fluctuaciones iniciales de densidad de 1/100.000, podría ser un representante típico —al menos entre los que contienen observadores—.
Siendo infinito el número de tales volúmenes, algunos de ellos son muy similares e incluso iguales al nuestro. Así, más allá de nuestro horizonte cosmológico, existirá un volumen de Hubble idéntico al nuestro. 
Tegmark estima que un volumen exactamente igual al nuestro estaría situado aproximadamente a una distancia de 10(10115) m —un número más grande que un gúgolplex—.
Brian R. Greene denominó a este megauniverso infinito o semi-infinito constituido por innumerables universos o burbujas-Hubble como Multiverso mosaico.

#### Multiverso de Nivel II

Universos burbuja. Cada disco es un universo burbuja; los universos 1 al 6 poseen distintas constantes físicas, correspondiendo nuestro universo a una de dichas burbujas.

En la teoría de la inflación eterna, una variante de la teoría de inflación cósmica, el multiverso en conjunto se estira y continuará haciéndolo para siempre; sin embargo, algunas regiones del espacio dejan de dilatarse, formándose burbujas diferenciadas, semejantes a las bolsas de gas que se forman en un pan que se está cociendo.
Tales burbujas son universos embrionarios de Nivel I de tamaño infinito llenos de materia depositada por la energía del campo que provocó la inflación; Linde y Vanchurin han calculado que el número total de estas puede ser de 10(1010.000.000)
La distancia que nos separa de la burbuja más cercana es «infinita», en el sentido de que no se puede llegar a ella ni aun viajando a la velocidad de la luz; el espacio existente entre nuestra burbuja y las burbujas circundantes se expande más deprisa de lo que se puede viajar a través de él. Sin embargo, se ha propuesto que universos adyacentes al nuestro podrían dejar una huella observable en la radiación de fondo de microondas, lo cual abriría la posibilidad de probar experimentalmente esta teoría.
A diferencia del multiverso de Nivel I, en el multiverso de Nivel II las distintas burbujas (universos) varían no solo en sus condiciones iniciales sino en aspectos tan relevantes como las dimensiones del espacio-tiempo, las cualidades de las partículas elementales y los valores que toman las constantes físicas.
Las diversas burbujas pueden experimentar diferentes rupturas espontáneas de la simetría, lo que se traduce en universos de propiedades dispares.
En este sentido, cabe señalar que la teoría de cuerdas sugiere que en nuestro universo alguna vez coexistieron nueve dimensiones espaciales semejantes; sin embargo, en un momento dado, tres de ellas participaron en la expansión cósmica, siendo estas las que reconocemos actualmente. 
Las otras seis no son observables, bien por su tamaño microscópico, o bien porque toda la materia está confinada en una superficie tridimensional denominada «brana» —véase la teoría M— dentro de un espacio de más dimensiones. Se piensa que la simetría original entre dimensiones se rompió, pudiendo otras burbujas (otros universos) haber experimentado rupturas de simetría distintas.
Otra manera de llegar a un multiverso de Nivel II es a través de un ciclo de nacimiento y muerte de universos. Esta idea, propuesta por Richard Tolman en la década de 1930, implica la existencia de una segunda «brana» tridimensional paralela desplazada a una dimensión superior. 
En este sentido, no cabe hablar de un universo separado del nuestro, ya que ambos universos interaccionarían entre sí.
Este nivel también incluye la teoría del universo oscilante de Hannah Wheeler así como la teoría de universos fecundos de Lee Smolin.
De acuerdo a la terminología de Brian R. Greene, en este metaverso se incluirían los siguientes tipos de multiverso: Multiverso inflacionario, Multiverso cíclico, Multiverso autorreproductor, Multiverso brana, Multiverso paisaje y Multiverso holográfico.

#### Multiverso de Nivel III
La interpretación de los muchos mundos de Hugh Everett (IMM) es una de las varias interpretaciones dominantes en la mecánica cuántica. Brian R. Greene denominó a este multiverso como Multiverso cuántico.
La mecánica cuántica afirma que ciertas observaciones no pueden ser predichas de forma absoluta; en cambio, hay una variedad de posibles observaciones, cada una de ellas con una probabilidad diferente.
Según la IMM, cada una de estas observaciones posibles equivale a un universo diferente; los procesos aleatorios cuánticos provocan la ramificación del universo en múltiples copias, una para cada posible universo.
Esta interpretación concibe un enorme número de universos paralelos; dichos universos se encuentran «en otra parte» distinta del espacio ordinario.
No obstante, estos «mundos paralelos» hacen notar su presencia en ciertos experimentos de laboratorio tales como la interferencia de ondas y los de computación cuántica.
Supongamos que lanzamos un dado y se obtiene un resultado al azar; la mecánica cuántica determina que salen todos los valores a la vez, pudiéndose decir que todos los valores posibles aparecen en los diferentes universos. Nosotros, al estar situados en uno de estos universos, solo podemos percibir una fracción de la realidad cuántica completa.
Tegmark sostiene que, para un volumen de Hubble, un multiverso del Nivel III no contiene más posibilidades que un multiverso de Nivel I-II. Esto significa que todos los mundos diferentes con las mismas constantes físicas creados por ramificaciones en un multiverso de Nivel III pueden ser encontrados en algún volumen de Hubble en un multiverso de Nivel I. Además, según Yasunori Nomura, Raphael Bousso, y Leonard Susskind, el espacio-tiempo global que aparece en el multiverso inflacionario es un concepto redundante, y los multiversos de Nivel I, II y III son, de hecho, la misma cosa. Esta hipótesis se conoce como "Multiverse = Quantum Many Worlds".
Por otra parte, una consecuencia interesante de un multiverso de Nivel III es cómo afecta este a la naturaleza del tiempo.
Mientras que tradicionalmente se considera que el tiempo es una manera de describir los cambios, la existencia de mundos paralelos que abarcan todas las posibles configuraciones de la materia, permite redefinir el tiempo como una manera de secuenciar estos diversos universos. Los universos en sí son estáticos, siendo el cambio una mera ilusión.
La interpretación de historias múltiples de Richard Feynman y la interpretación de muchas mentes de H. Dieter Zeh están relacionadas con la idea de «muchos mundos».

#### Multiverso de Nivel IV
El multiverso de Nivel IV considera que todas las estructuras matemáticas también existen físicamente. 
Esta hipótesis puede vincularse a una forma radical de platonismo que afirma que las estructuras matemáticas del mundo de las ideas de Platón tienen su correspondencia en el mundo físico. Considerando que nuestro universo es en sí matemático, cabe preguntarse por qué solo ha de existir una única estructura matemática para describir un universo. En consecuencia, este nivel postula la existencia de todos los universos que pueden ser definidos por estructuras matemáticas. Residiendo fuera del espacio y del tiempo, la mayoría de ellos se encuentran vacíos de observadores. De esta manera, mientras en los multiversos de Nivel I, Nivel II y Nivel III las condicionales iniciales y constantes físicas varían permaneciendo invariables las leyes fundamentales, en el multiverso de Nivel IV estas últimas también cambian.
De acuerdo a Tegmark, "las matemáticas abstractas son tan generales que cualquier teoría del todo que pueda ser definida en términos puramente formales, también es una estructura matemática". Argumenta que "cualquier universo imaginable puede ser descrito en el Nivel IV, cerrando la jerarquía de multiversos, por lo que no puede haber un multiverso de Nivel V".
De acuerdo a la terminología de Brian R. Greene, en este omniverso se incluirían los siguientes tipos de multiverso: el Multiverso final o Multiverso matemático, y el Multiverso simulado.

#### Jerarquía de niveles
Las teorías de los universos paralelos constituyen una jerarquía de cuatro niveles. 
Conforme aumenta el nivel, los distintos universos difieren más del nuestro. 
Así, en el multiverso de Nivel I los distintos universos solo se diferencian en las condiciones iniciales mientras que en el multiverso de Nivel IV incluso las leyes físicas son distintas.
En la próxima década, mediciones más precisas de la radiación de fondo de microondas y de la distribución de la materia a gran escala corroborarán —o no— el multiverso de Nivel I ya que determinarán la topología y curvatura del espacio. 
A su vez, también indagarán el Nivel II poniendo a prueba la teoría de la inflación caótica eterna. En cuanto a la exploración del multiverso de Nivel III, la posible construcción en el futuro de ordenadores cuánticos puede desempeñar un papel crucial al respecto. Por último, el éxito o fracaso de la teoría del todo —que agruparía todos los fenómenos físicos conocidos en una sola teoría— permitirá tomar o no partido por el Nivel IV.